# Te Kao (Neuseeland)

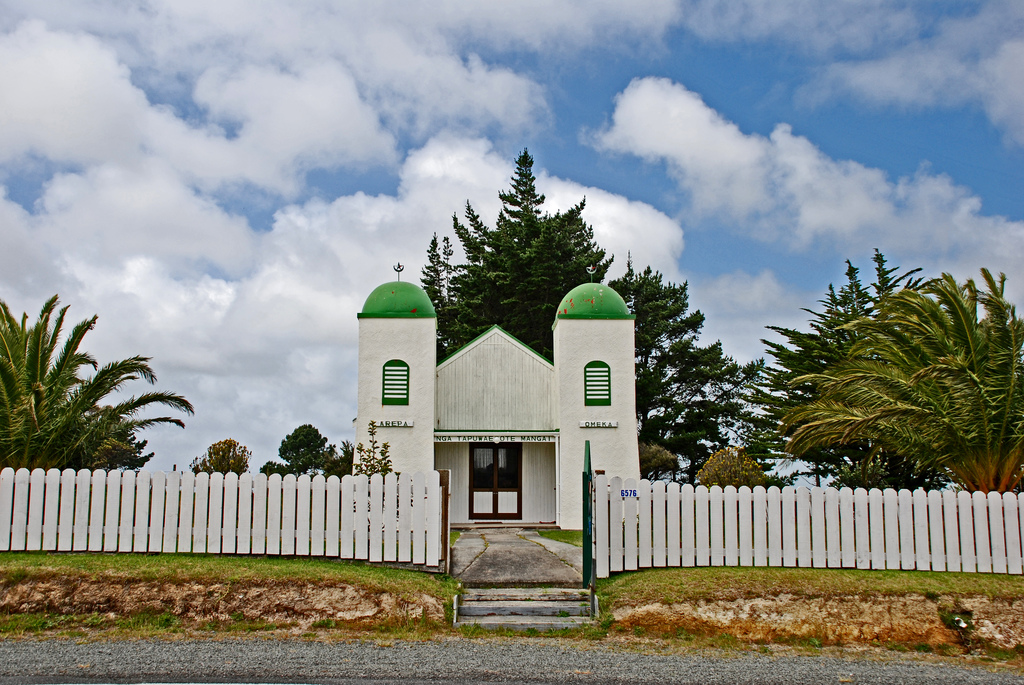
Ratana-Kirche in Te Kao in Neuseeland.

Te Kao ist eine kleine Siedlung im Far North District der Region Northland auf der Nordinsel von Neuseeland.

## Geographie
Die Siedlung befindet sich rund 37 km südöstlich von Cape Reinga / Te Rerenga Wairua und rund 58 km nordnordwestlich von Kaitaia, am Te Kao Stream auf der Aupōuri Peninsula. Durch die Siedlung führt der New Zealand State Highway 1. Nächstgelegene Siedlungen sind Tangoake 3 km nördlich und Ngataki rund 12 km südöstlich.
Der Pārengarenga Harbour befindet sich rund 6 km nördlich, die Ostküste rund 5 km östlich und die Westküste mit dem Ninety Mile Beach befindet sich rund 7,5 km südwestlich. Von Te Kao aus führt eine Straße in westlicher Richtung zur Siedlung Ngatiwhetu und dem Wahakari Lake.

## Bildungswesen
Die Siedlung verfügt mit der Te Kao School über eine Grundschule mit den Jahrgangsstufen 1 bis 8. Im Jahr 2015 besuchten 37 Schüler die Schule.

## Sport
Der aus Te Aupōuri stammende Sportler Te Houtaewa startete seinen Lauf entlang des Ninety Mile Beach in Te Kao.